# Johan Christian Christensen
Johan Christian Christensen (Kristiansand, 22 november 1835-20 november 1910) was een Noors muzikant.
Christensen was gehuwd met Ottilie Mathilde Tonnesen (1842-1932) uit Mandal. Ze kregen ten minste acht kinderen.
Christensen was vooral bekend als muziekleraar. Hij gaf les van 1858 tot 1861 en werd vervolgens fluitist bij het orkest van Det norske Teater is Christiania. In 1866 keerde hij terug naar Kristiansand en was betrokken bij de muziekbrigade aldaar. Hij was de eerste dirigent van de amateurs van Mandal Musikkforening. Hij begon daar in 1881, maar al na een jaar namen ze afscheid. Het was te duur om hem steeds heen en weer te laten reizen.
Hij schreef ook enkele stukken muziek:
- Norsk Nasjonalmarsj nr. 2
- Jubilaeumsmarsch i anl. Af Christianssands 250-aars-Jubilaeum (voor piano) (med billede af Christianssand)
- En sommeraften ved Nørre Sø
- Ved aftentide